# Rebecca Allen (artista digitale)
Rebecca Allen (1953) è un'artista, animatrice, programmatrice e regista di videoclip statunitense.
Fu una delle prime donne a cimentarsi nella realizzazione di software di modellazione e animazione 3D, iniziando negli anni settanta mentre studiava alla Rhode Island School of Design (RISD). Conseguì la laurea magistrale nel 1980 all'Architecture Machine Group (predecessore del MIT Media Lab), presso il Massachusetts Institute of Technology. Dal 1980 al 1986 lavorò al Computer Graphics Lab del New York Institute of Technology, studiando nuovi programmi per l'animazione facciale al computer e di animazione dei corpi, che vennero impiegati sia in ambito televisivo che cinematografico: infatti Allen lavorò come animatrice in quello che avrebbe dovuto essere il primo film in CGI della storia, The Works, scritto e diretto dal collega Lance Williams, che però non venne mai completato. 
Nello stesso periodo girò i videoclip dei singoli Adventures in Success e Smile di Will Powers e Musique Non Stop dei Kraftwerk, sfruttando le nuove tecniche di animazione dei volti sviluppate dal CGL. Dalla fine degli anni ottanta, Allen si distinse come artista digitale, curando svariate mostre ed esibizioni artistiche.

## Esibizioni
- 1986 – Swimmer, SIGGRAPH 1986: A Retrospective, Dallas
- 1998 – The Bush Soul (#2), Art and Aesthetics of Artificial Life exhibition, University of California, Los Angeles
- 1998 – Bush Soul (#2), SIGGRAPH 1998: Touchware, Orlando
- 1999 – The Bush Soul (#3), SIGGRAPH 1999, ACM Siggraph, Orlando
- 1999 – The Bush Soul (#3), Ars Electronica 1999: Lifescience, Ars Electronica Linz, Linz.
- 1999 – The Bush Soul (#3), Interactive Frictions exhibition, University of Southern California, Los Angeles
- 1999 – The Bush Soul (#3), The Material – Immaterial exhibition, Centro Culturale Claudio Trevi, Bolzano
- 2000 – The Bush Soul (#3), Shift-CTRL: Computers, Games and Art exhibition, Beall Center for Art and Technology University of California Irvine, Irvine
- 2000 – The Bush Soul (#3) Internet As Cyborg exhibition, Artfutura festival, Barcellona
- 2001 – The Bush Soul (#3), SIGGRAPH 2001 festival, ACM Siggraph, Orlando
- 2001 – The Bush Soul (#3), Mixed Realities Exhibition, (Coexistence) Interaction Design Institute Ivrea Gallery, Ivrea
- 2001 – The Bush Soul (#3), Ground Zero Exhibition, The Tech Museum of Innovation, San Jose
- 2003 – Women in Science (Genomically Yours) (The Bush Soul #3), Universal Concepts Unlimited Gallery, New York
- 2003 – Sound & Vision - The Music Video, Tokyo Metropolitan Museum of Photography, Tokyo
- 2003 – The Brain Stripped Bare Installation and Performance, Tanzhaus NRW, Düsseldorf
- 2012 – 13- Architecture and Design Galleries (Born out of Necessity), Museum of Modern Art, New York
- 2016: Inside virtual reality art installation, Gazelli Art House, Londra

## Filmografia
- The Works, regia di Lance Williams (incompiuto)
- R.A.B.L., regia di Patrice M. Regnier (1985)

## Videografia
- Adventures in Success, Will Powers (1983)
- Smile, Will Powers (1983)
- Musique Non Stop, Kraftwerk (1986)

## Premi e riconoscimenti
- 1981–1982 – Emmy Award per l'eccezionale risultato nel design dei titoli di testa di Walter Cronkite's Universe della CBS.[5]